# ジャガー・Rクーペ
ジャガー・Rクーペ (Jaguar R-Coupe) はジャガーが製造したコンセプトカーである。

## 概要
Rクーペは2001年のフランクフルトモーターショーで発表された。イアン・カラムによって設計され、Sタイプから進化したジャガーの新しいデザインの方向性を示すコンセプトとなった。また、この車はイアン・カラムの指示で製造された最初のジャガー車である。
パドルシフトやステアリングを切った方向に対応して動くヘッドライト、音声で操作可能な車載システムの「テレマティックシステム」などを搭載する。
XKRに搭載されるパワートレインをベースに開発されたが、量産の予定は無いと発表されている。